# 原田雄一 (TVドラマ監督)
原田雄一（はらだ ゆういち、1940年8月26日 - 不明）は東京都出身の映像監督である。
日本大学芸術学部映画科中退後、4年間フリーランスの助監督として活動、1967年に東映の助監督となり、『プレイガール』で初監督を務め、1974年までは同作の演出を主に手掛けた。その後は、時代劇を中心に様々なドラマを演出、1977年に『新必殺仕置人』34話を演出して以降、『必殺仕事人』、『必殺仕事人V 風雲竜虎編』など、『必殺シリーズ』では通算68話を監督した。
1978年には『砂の小舟』を丹波哲郎と共同で監督、カンヌ映画祭にも出品された(公開は1980年)。

## 主な作品

### 映画
- 砂の小舟 (1978年)

### テレビドラマ
- プレイガール (1969-1974)
- 大盗賊 (1974) (7話)
- 江戸川乱歩シリーズ 明智小五郎 (1970) (22話)
- 新宿警察 (1975) (10、15、18、22、24話)
- 大江戸捜査網 (1975-1982) (84話以降)
- お耳役秘帳 (1976) (24話)
- 新必殺仕置人 (1977) (34、38、41話)
- 達磨大助事件帳 (1977) (2、22話)
- 必殺商売人 (1978) (7、12、16、20、22話)
- 必殺からくり人 富嶽百景殺し旅 (1978) (12、13話)
- 翔べ! 必殺うらごろし (1978-79) (6、7、9、11、13、15、19、21、22、23話)
- 必殺仕事人 (1979-1981) (4、6、10、15、18、23、26、31、41、44、46、51、57、61、64、76、78話)
- 吉宗評判記　暴れん坊将軍 (1980-)
- 旅がらす事件帖 (1980) (5、6、17、18、25話)
- 長七郎天下ご免!   (1980-)
- 必殺仕舞人 (1981) (3、4、10、11話)
- 傑作怪談シリーズ 魔界・番町皿屋敷 血にまみれたお菊の怨霊が呼ぶ呪いの恐怖! (1981)
- 幻之介世直し帖 (1981-82) (7、8、13、14、15、20、23話)
- 影の軍団Ⅲ (1982) (3、4、7、8話)
- 髑髏検校 (1982)
- 暁に斬る! (1982) (6、8、20話)
- 大奥 (1983) (4、5、13、17、26、31、32、
- お毒味役主丞　乾いて候 (1983)
- 必殺仕事人IV (1983) (3、6話)
- 必殺渡し人 (1983) (3、4話)
- 長七郎江戸日記(1983-)
- 乾いて候 (1984)
- 流れ星佐吉 (1984) (5,、12,、20、26最終話)
- 風雲 柳生武芸帳 (1985)
- 影の軍団IV (1985) (2、3、9、15、16、25、26話)
- 必殺仕事人 激闘編 (1985-86) (12、15、21話)
- 京都殺人案内 (1986) (12、撮影所の女をさぐれ!)
- 必殺まっしぐら! (1986) (3、4話)
- 必殺仕事人V旋風編 (1986) (11、13話)
- 必殺仕事人V 風雲竜虎編 (1987) (2、3、8、9、15話)
- 弁護士・今田一平 (1987)
- 花の生涯 井伊大老と桜田門 (1988)
- お待たせ必殺ワイド 仕事人vs秘拳三日殺し軍団 主水、競馬で大穴を狙う!? (1988)
- 隠密・奥の細道 (1988) (8、9話)
- 京都殺人案内 (1989) (15、音川、完全犯罪に挑む!)
- はぐれ刑事純情派 (第2シーズン) (1989) (8、23、24話)
- 大忠臣蔵 (1989) (3、4部)
- 鬼平犯科帳 (第1シーズン) (1989) (7、21話)
- はぐれ刑事純情派 (第3シーズン) (1990) (8、10話)
- 神谷玄次郎捕物控 (1990) (2、4話)
- 必殺スペシャル・秋! 仕事人vsオール江戸警察 (1990)
- 必殺スペシャル・春 世にも不思議な大仕事 主水と秀 香港・マカオで大あばれ (1991)
- 次郎長三国志 (1991)
- 必殺仕事人・激突! (1991-92) (1、3、14、15、16、20話)
- 半七捕物帳 (1992-93) (10、12話)
- 鬼平犯科帳 (第4シーズン) (1992) (1、7話)
- 織田信長 (1994)
- 江戸の用心棒 (1994-95) (8、13、14話)
- 雲霧仁左衛門 (1995) (6話)
- 徳川剣豪伝 それからの武蔵 (1996)
- 家康が最も恐れた男 真田幸村 (1998) (第2部)
- 暴れん坊将軍 (第9シーズン) (1999) (6、10、16、19話)
- 痛快!三匹のご隠居 (1999) (3、4話)
- 次郎長三国志 (2000) (第6部)

## 脚註
1. 1 2 3 4  “原田雄一 略歴”.   Directors Guild of Japan. 2022年8月31日閲覧。
2. 1 2 3 4  “原田雄一 略歴”.   映画DB. 2022年8月31日閲覧。
3. ↑  “必殺仕事人V 風雲竜虎編”.   千葉テレビ. 2022年8月31日閲覧。
4. ↑  “砂の小舟”.   映画の時間. 2022年8月30日閲覧。
5. ↑  “砂の小舟”.   文化庁 日本映画情報システム. 2022年8月30日閲覧。